# Czymbariwka
Czymbariwka – wieś na Ukrainie, w obwodzie chmielnickim, w rejonie dunajowieckim.